# Nicaragua en los Juegos Paralímpicos de París 2024
Nicaragua estuvo representada en los Juegos Paralímpicos de París 2024 por un deportista masculino. El equipo paralímpico nicaragüense no obtuvo ninguna medalla en estos Juegos.